# Henry-Jean Servat
Pour les articles homonymes, voir Servat.
 (mars 2025).
Henri, dit Henry-Jean Servat, né le 9 mars 1949 à Montpellier (Hérault), est un écrivain et journaliste français qui a publié de nombreux ouvrages sur le cinéma, les acteurs et l'histoire. Acteur culturel, il a aussi mis en scène un opéra, représenté 33 fois, écrit et réalisé plusieurs documentaires, pour France Télévisions.
Personnage audiovisuel, chroniqueur dans différentes émissions de radio et de télévision, il a aussi joué dans quelques films et téléfilms (par amitié pour les réalisateurs, comédiens ou comédiennes qu'il était venu voir travailler, soit dans le cadre de son travail de journaliste, soit par affection).
Très engagé dans la protection animale, végétarien, militant, il s'est présenté aux élections européennes de 2019, dans les premières places, et en 2024 en 80ème position sur la liste du Parti animaliste dont il est membre actif. Il est également membre du comité d'honneur de l'Alliance Anti-Corrida de Claire Starozinski et aussi président d'honneur du Comité Radicalement Anti-Corrida (CRAC Europe) depuis 2012.
Il a été élu, en juin 2020, sur la liste de Christian Estrosi, conseiller municipal de la ville de Nice où il a reçu la délégation des animaux, et aussi celle du cinéma, qui inclut notamment les Studios de la Victorine et la Cinémathèque. Il est aussi conseiller métropolitain. Ses rapports avec Christian Estrosi, dont il avait assisté au mariage en 2016, se détériorent ensuite et il est finalement exclu de la majorité municipale en juin 2023.
Sur France 2, il a participé à de nombreuses émissions de télévisions, notamment Télématin pendant 14 ans, engagé par William Leymergie comme chroniqueur et journaliste animant la rubrique « Carré Vip » de 2006 à 2019, et réalisant lui-même ses reportages. Sur France 3, il a animé avec Karen Cheryl la rubrique « Étoiles de légendes » dans l'émission Les Grands du rire, pendant quinze ans. Il a présenté plusieurs prime-time dont, le 24 janvier 2011, avec Karen Cheryl et Yves Lecoq, un divertissement musical consacré à l'Italie, Je t'aime à l'italienne. Il a aussi, entre autres, commenté en direct le mariage de Felipe d'Espagne sur TF1 et les obsèques de Jean Ferrat sur F3. Et participé, en tandem avec Laeticia Hallyday, à Qui veut gagner des millions ?, au profit de la Fondation Claude-Pompidou, en présence de Claude Pompidou, Bernadette Chirac et Johnny Hallyday.
Depuis la rentrée 2015, il anime l'émission La Nouvelle Séquence du Spectateur sur la chaîne de télévision musicale Melody.

## Biographie
Fils d'industriel de province, Henry-Jean Servat fait ses études secondaires au lycée Henri-Poincaré à Nancy où il intègre les classes préparatoires littéraires, élève d'Hypokhâgne et de Khâgne, pour obtenir une licence, une maîtrise et un doctorat ès lettres pour lequel il choisit comme thèse « La volupté de paraître dans l'œuvre de Marcel Proust ». Après l'École supérieure de journalisme de Lille, il gagne une bourse d'études de la Commission Franco-américaine d'Échanges Culturels qui lui permet de s'inscrire à Amherst College, proche de l'université du Massachusetts, land-grant university, établissement très chic de Nouvelle-Angleterre, fréquenté par le gratin américain et international, qui lui permet de suivre les cours en anglais, d'obtenir un MA, de créer un ciné-club français au sein de l'Université et de côtoyer entre 1973 et 1975 le petit-fils d'Eisenhower, les deux filles de Richard Nixon ou le prince Albert de Monaco. Son certificat de maîtrise de fin d'étude aux États-Unis porte sur « Marilyn dans le miroir aux illusions d'Hollywood ».
Il écrit son premier article de reporter au Midi libre, où il passe huit années puis, « monté » à Paris, il est engagé par l'éditorialiste Serge Daney comme chroniqueur cinéma et par Jean-Pierre Thibaudat comme critique de théâtre, pour Libération. Il travaille pendant quelques années et en même temps à Libération et à Paris Match, où Roger Thérond l'engage comme grand reporter en 1986. Il voyage alors de par le monde, rencontrant les célébrités des arts et du spectacle. Il séjournera ainsi chez Elizabeth Taylor ou Brigitte Bardot, chez Sylvester Stallone comme chez Alain Delon. Sur trente années, les archives de Paris-Match contiennent près de 1000 papiers, reportages, chroniques, entretiens et rencontres.
Il intervient également comme chroniqueur de l'actualité mondaine et culturelle aussi bien à la télévision (notamment à Secrets de stars, Mille Bravo puis Télématin) qu'à la radio (RTL, RMC dont il est remercié en 1997 par le directeur des programmes Jean-Pierre Foucault pour avoir déclaré dans l'émission satirique le Choix d'Inter sur France Inter que « le Rocher était tel l'Atlantide, un continent prochainement englouti » et évoqué le mariage du prince Rainier qui « avec sa poitrine tapissée de médailles de la clavicule jusqu'à la braguette faisait penser à un général Tapioca de bande dessinée ») Servat avait écrit au Prince Rainier III (il avait été le seul journaliste de Paris-Match à interviewer le souverain) pour présenter 'non pas des excuses mais des regrets'. Il a, depuis, souvent interviewé le Prince héréditaire Albert devenu SAS le Prince Albert II ainsi que ses deux sœurs pour la télévision.

## Contributions artistiques
- A la recherche de Gustave Courbet, documentaire de Pierre Guy, 1990 (commentaire écrit et dit par Henry-Jean Servat)
- Hôtel du libre échange, de Georges Feydeau, mise en scène par Raymond Acquaviva, avec les animateurs de France 2.  Pièce de vaudeville jouée trois fois au théâtre de Rueil Malmaison. Enregistrée en public et diffusé sur France 2.
- Un chapeau de paille d'Italie, de Georges Feydeau, mise en scène par Raymond Acquaviva, avec les animateurs de France 2. Pièce de vaudeville jouée trois fois au théâtre de Rueil Malmaison. Enregistrée en public et diffusée sur France 2.
- L'homme qui aimait les femmes, film de François Truffaut, 1977, avec Brigitte Fossey, rôle du lecteur de la Maison d'édition.
- Rosa la rose, fille publique, film de Paul Vecchiali , rôle du client dans le café. Apparition.
- Strictement privé en 1995, magazine présenté sur TF1[9] et les déclinaisons qui ont suivi.
- Nés de la mère du monde , téléfilm de Denise Chalem (2002, diffusé sur la chaîne Arte ), avec Irène Jacob et Marthe Villalonga, rôle de l'éditeur. Le rôle, important, a été beaucoup coupé à la demande de Pierre Chevallier, pdg d'Arte, qui ne supportait pas Servat, jugé 'trop insolent'.
- People : Jet Set 2 , film de Fabien Onteniente (2004), avec Jean-Claude Brialy et Élie Semoun, rôle de Henry-Jacques, chroniqueur mondain
- Trois Contes (épisode Blanche Neige  ), téléfilm de Hélène Guétary pour France 2, diffusé à Noël 2007 (avec Marie-Ange Nardi, jouant la reine, Anne-Gaëlle Riccio et Laurent Artufel) (rôle du roi)
- La Traviata , mise en scène de l'opéra de Giuseppe Verdi, dans le cadre des Opéras en plein air (avec des décors de Jacques Garcia et des costumes de Franck Sorbier. Lumières de Robert Hossein, prologue enregistré et lu par Isabelle Adjani. Tournée en France, première au château de Champ de Bataille puis au Château de Sceaux, au Château de Vaux-le-Vicomte, dans les Jardins du Sénat et aussi en Belgique (33 représentations) Les deux cantatrices interprétant Violetta en alternance portaient chaque soir les parures de bijoux qui, créées par Svarovski, avaient été celles de Maria Callas à la Scala de Milan dans la mise en scène de Luchino Visconti
- Ben Hur, grand spectacle de Robert Hossein présenté en 2006 au Stade de France (rôle de Ponce Pilate). Joué une semaine devant 65 000 personnes.
- Une femme nommée Marie, grand spectacle mis en scène par Robert Hossein, sur le parvis de la Basilique de Lourdes. Devant 25 000 personnes. Capté et retransmis en direct sur F3.
- Strictement privé en 1995, magazine présenté sur TF1[9] et les déclinaisons qui ont suivi.
- Télématin France 2 (émission présentée par William Leymergie ) : chroniqueur régulier de la séquence "Carré VIP" depuis le 5 septembre 2006 . Réalisation des sujets présentés
- Premières Dames, documentaire sur les femmes des présidents de la Ve République pour France 3, 1re diffusion décembre 2007 (co-réalisé avec Jean-Luc Prévost et produit par Philippe Thuillier pour ADL-TV) Rediffusé.
- Jacqueline Maillan, documentaire co-réalisé avec Pierrick Bequet, documentaire pour France 5, avec la participation d'Anne Roumanoff, Chantal Ladesou, Liane Foly,
- Les Trois Glorieuses, documentaire, co-réalisé avec Pierrick Bequet, pour France 5, avec Danielle Darrieux, Michèle Morgan, Micheline Presle. Rediffusé.
- Jean-Claude Brialy, le goût des autres, documentaire co-réalisé avec Bruno Bouvier, pour France 5, avec la participation de Claudia Cardinale, Françoise Arnoul, Nana Mouskouri, PIerre Arditi et Evelyne Bouix, Robert Hossein, Anna Karina, Muriel Mayette de la Comédie-Française, Laurent Gerra, Mathilde Seigner, Gilles Jacob.
- Destins secrets de stars, documentaire, prime time de F3, qu'il a écrit et réalisé, narrant les destins mêlés et entremêlés de Jacqueline Bouvier Kennedy Onassis, Maria Callas, Elizabeth Taylor, Grace Kelly et Marilyn Monroe, qui n'ont cessé de se croiser et de se recroiser au long de leur vie. Multi-diffusé, et re-programmé sur la chaîne Histoire.

## Publications
- Vénus de mélos, les belles actrices du cinéma français des années 60, préface par Jean-Claude Brialy. Éditions Henri Veyrier. 1988
- Les Années Bardot, Éditions Numéro 1, 1996
- Diana, un destin, 1961-1997, Éditions no 1, 1997
- Barbara, Albin Michel, 1998
- Robert Hossein, le Diable boiteux.
- Princesses de légendes : Sissi, Astrid, Wallis, Rita, Margaret, Soraya, Ira, Grace, Paola, Diana, préface de la princesse Ira von Fürstenberg. Puis publié par Le grand livre du mois, 1998
- Jean Marais : l'enfant terrible, Albin Michel, 1999. Préface de Mylène Demongeot
- Dans la cour des grands, chroniques insolentes de la Jet-set, Le Pré aux clercs, 2000. Puis publié en poche chez Presses-Pocket
- La Légende de Saint-Tropez, préfacé par Brigitte Bardot. Assouline. traduit en anglais.
- La Légende de Cannes, préfacé par Isabelle Adjani, Assouline. Traduit en anglais.
- Alain Delon, l'insoumis (1957-1970), Albin Michel, 2000
- Alain Delon, tome 2 : L'Indompté, 1970-2001, Albin Michel, 2001. Préface par Anthony Delon
- Je ne suis pas Angélique, avec Michèle Mercier. Denoël, 2002
- La Baronne, avec Marianne Brandstetter, Flammarion, 2002  (ISBN 2080682512)
- Les Amours particulières, Le Pré aux clercs, 2003
- Les Nouvelles Amours particulières, Le Pré aux clercs, 2004
- Petit traité du Protocole à la cour de Louis XIV, Assouline, 2005
- Vies privées : Livre-long entretien avec Brigitte Bardot, Albin Michel. Traduit en allemand. 2006
- Si le Festival de Cannes m’était conté. Préface par Monica Bellucci, Filipacchi Éditions, 2007
- Dalida, Albin Michel. En collaboration avec Orlando. 2007, puis seconde édition, très remaniée et augmentée et revue, toujours avec Orlando. Albin-Michel
- Maria Callas. Préface par Roberto Alagna, Albin Michel, 2006
- Le style à la Traviata, avec Jacques Garcia. Albin Michel. 2007.
- Les Trois Glorieuses : Micheline Presle, Danielle Darrieux, Michèle Morgan, Pygmalion, 2008
- L'Avocat à abattre, avec Karim Achoui. Le Cherche-Midi. 2008.
- Bardot : la légende, Hors-Collection, 2009
- Romy Schneider, la légende, Hors-Collection
- Marilyn la légende. Préface par Brigitte Bardot, Hors-Collection, 2012
- Préface et présentation d'une collection d'une dizaine d'ouvrages sur des Destins de légende, Dalida, Michaël Jackson, Louis de Funès, Hors-Collection, 2012
- Luis Mariano, les mélodies du bonheur, Hors-Collection, 2013. Préface de Rolando Villazon
- Louis XIV, la volupté de paraître, avec Mathieu Banq, éditions Larousse
- Marie-Antoinette, avec Mathieu Banq, Editions Larousse
- Régine, mes nuits, mes rencontres. Hors-Collection, 2015.
- Le Style Bardot, Flammarion 2018. Traduit et paru simultanément, le même jour, en français, anglais, allemand et italien.
- Les Immortelles, préface de Gérard Lefort. Hors-Collection et Libération. 2018
- Obsession Marlène, Flammarion, 2019
- So Chic, au cœur de la vraie jet-set, Éditions de l'Archipel, Jean-Daniel Belfond.
- Hôtel du Cap, Eden Roc, la légende éternelle de la Riviera. Flammarion. 2021
- Robert Hossein, un homme de bien, Hors-Collection

## Décoration
- Chevalier de l'ordre des Arts et des Lettres[10].